# Desa van Raška
Desa van Raška (Servisch: Деса Урошевић Војислављевић,  Desa Urošević Vojislavljević) was Servisch grootžupan van ongeveer 1161 tot 1165.
Na de nederlaag van Uroš II werd Desa door Byzantium als grootžupan aangesteld en kwam Servië onder Byzantijnse heerschappij. Desa kwam hiertegen in opstand, maar werd door Byzantium afgezet. Met hem eindigde de heerschappij van de Uroševićdynastie, en werd de heerschappij van de Nemanjiden ingeluid, de meest betekenisvolle dynastie van middeleeuws Servië.